# 陳堅 (洪武進士)
陳堅，福建福州府福清县人，明朝政治人物、進士出身。
洪武二十年，福建丁卯乡试中舉。洪武二十一年（1388年），登戊辰科會試中進士，升任河南道監察御史，以言事谪县丞，卒於任內。